# گیاه انسان‌خوار
گیاه انسان‌خوار (انگلیسی: Man-eating plant)، یک گیاه گوشت‌خوار افسانه‌ای است که به‌اندازه کافی بزرگ است که انسان یا حیوان بزرگ دیگری را بکشد و مصرف کند. این گونه افسانه‌ها و داستان‌های تخیلی مختلفی در سرتاسر جهان وجود دارد.

## درخت ماداگاسکار
اولین گزارش شناخته شده از یک گیاه انسان‌خوار به‌عنوان یک جعل ادبی نوشته شده توسط ادموند اسپنسر برای نیویورک ورلد (New York World) سرچشمه گرفته است. مقاله اسپنسر برای اولین بار در نسخه روزانه نیویورک ورلد در ۲۶ آوریل ۱۸۷۴ ظاهر شد و دو روز بعد دوباره در نسخه هفتگی روزنامه ظاهر شد. در این مقاله، نامه‌ای توسط یک کاشف آلمانی به نام کارل لچه (که در روایات بعدی با نام کارل یا کارل لیچه نیز نوشته می‌شود) منتشر شد که گزارشی از مواجهه با قربانی انجام شده توسط قبیله مکدو (Mkodo) ماداگاسکار ارائه کرد: این داستان توسط بسیاری از روزنامه‌های دیگر آن روز، که شامل ثبت استرالیای‌جنوبی در ۲۷ اکتبر ۱۸۷۴ بود، انتخاب شد، که در آن شهرت بیشتری پیدا کرد. حساب مربوط در توصیف درخت:
شاخک ظریف دیلاق، با خشم مارهای گرسنه، لحظه‌ای بر سرش می‌خوردند، و گویی غریزه‌ای با هوش اهریمنی با حلقه‌های ناگهانی دور و بر گردن و بازوهایش بر او چسبیده بود. سپس در حالی که فریادهای هولناک و خنده‌های مهیبش به‌طرز وحشیانه‌ای بلند شد تا فوراً دوباره در ناله‌ای غرغر خفه شود، پیچک‌ها یکی پس از دیگری، مانند مارهای سبز بزرگ، با انرژی وحشیانه و سرعت جهنمی، برخاستند، خود را جمع کردند، و او را در چین و چروک پیچیدند، با سرعت بی‌رحمانه و سرسختی وحشیانه آناکونداهایی که بر طعمه خود می‌چسبیدند.
این حقه توسط ماداگاسکار: سرزمین درخت انسان‌خوار، کتابی از چیس آزبورن (Chase Osborn)، که فرماندار میشیگان (Governor of Michigan) بود، بیشتر تبلیغ شد. آزبورن ادعا کرد که هم قبایل و هم مبلغان ماداگاسکار از درخت شنیع اطلاع داشتند، روایت لیچه بالا را تکرار کرد و اذعان کرد: «من نمی‌دانم که آیا این درخت ببری واقعا وجود دارد یا داستان‌های خون‌ریزی دربارهٔ آن افسانه‌ای ناب است. هدف من اگر داستان آن توجه شما را بر یکی از ناشناخته‌ترین نقاط جهان متمرکز کند.»
ویلی لی، نویسنده علمی، در کتاب سال ۱۹۵۵ خود، سالاماندرز و شگفتی‌های دیگر، تعیین کرد که قبیله مکدو، کارل لیچه و درخت انسان‌خوار ماداگاسکار همگی ساختگی به‌نظر می‌رسند: «حقایق تا به حال کاملاً واضح هستند. مسلما درخت انسان‌خوار وجود ندارد، چنین قبیله‌ای وجود ندارد».

## یاتوو (Yateveo)
در دریا و زمین جیمز دبلیو بوئل (۱۸۸۹)، گیاه یاتوو به‌عنوان بومی آفریقا و آمریکای‌جنوبی توصیف شده است، که به‌دلیل تولید صدای خش‌خش شبیه به عبارت اسپانیایی یا ته وو (ya te veo) (در حال حاضر شما را می‌بینم) نامگذاری شده است. داشتن خارهای سمی که شبیه مارهای عظیم‌الجثه خشمگین هستند، که گهگاه از این سو به آن سو می‌چرخند، گویی به دشمنی خیالی ضربه می‌زنند که هر موجودی را که در دسترس باشد می‌گیرد و سوراخ می‌کند.

## تاک خون‌آشام
ویلیام توماس استد، سردبیر مروری از بررسی‌ها (Review of Reviews)، مقاله کوتاهی را در اکتبر ۱۸۹۱ منتشر کرد که در آن داستانی را که در مجله لوسیفر (Lucifer) یافت شده بود، توصیف می‌کرد و گیاهی را در نیکاراگوئه که بومیان آن را دام شیطان می‌نامیدند، توضیح می‌داد. این گیاه این توانایی را داشت که «خون هر موجود زنده‌ای را که در تماس مرگبارش باشد تخلیه کند.» بر اساس مقاله:
آقای دونستان، طبیعت‌شناس، که اخیراً از آمریکای‌مرکزی بازگشته است، جایی که نزدیک به دو سال را در مطالعه گیاهان و جانوران این کشور گذرانده است، کشف یک رشد منحصر به فرد در یکی از باتلاق‌هایی را که دریاچه‌های بزرگ نیکاراگوئه را احاطه کرده است بیان می‌کند. او مشغول شکار نمونه‌های گیاه‌شناسی و حشره‌شناسی بود که صدای فریاد سگش را شنید که انگار در عذاب بود. دویدن به سمت جایی که صدای گریه‌های حیوان بلند شد. آقای دونستان او را در شبکه‌ای کامل از چیزی که به نظر می‌رسید بافت طناب‌مانندی از ریشه و الیاف است احاطه شده دید… خدمتکاران بومی که آقای دونستان را همراهی می‌کردند، بزرگ‌ترین وحشت تاک که آنها آن را «کمند شیطان» می‌نامند، نشان دادند که پر از داستان‌های قدرت مرگ‌آور آن بود. به دلیل دشواری دست‌زدن به آن، تنها با پاره کردن پوست و حتی گوشت آن می‌توان پی برد، اما تا آنجایی که آقای دونستان می‌توانست تشخیص دهد قدرت مکش آن در تعدادی دهان بی‌نهایت کوچک یا مکنده‌های کوچک وجود دارد، که معمولاً برای پذیرش غذا بسته باز می‌شود. اگر آن جسم حیوان باشد، خون گرفته می‌شود و لاشه یا زباله دور ریخته می‌شود.
بررسی استد نشان داد که چنین مقاله‌ای در شماره اکتبر لوسیفر منتشر نشده است، و به این نتیجه رسید که به‌نظر می‌رسد داستان در مروری از بررسی‌ها ساختگی توسط ویراستار باشد. این داستان در واقع در شماره سپتامبر ظاهر شد، که نسخه طولانی‌تر آن در روزنامه ۱۸۸۹ منتشر شد که دونستان را به‌عنوان یک «طبیعت‌شناس معروف» از نیواورلئان توصیف می‌کرد.

## ادبیات و فیلم
- «درخت انسان‌خوار» (۱۸۸۱) توسط فیل رابینسون (Philip Stewart Robinson) (که در کتاب او تحت پانکا گنجانده شده) «درخت انسان‌خوار» را که در نوبیا یافت شده است، توصیف می‌کند.[۱۵]
- رمان مهیج زیست‌شناختی ناتالوستونایا جاگراتا (Nattalostunnayi Jagratta)، نویسنده هندی ملادی ونکاتا کریشنا مورتی (Malladi Venkata Krishna Murthy)، شامل صحنه‌های مهیج درخت انسان‌خوار یاتوو در جنگل ماداگاسکار است. این رمان جایگاه مذهبی خود را داشت.
- «شکوفایی ارکیده عجیب» (۱۸۹۴) اثر اچ. جی. ولز (که در ابتدا در بودجه پال مال، ۲ و ۹ اوت ۱۸۹۴ منتشر شد)، دربارهٔ یک ارکیده که قادر به آرام‌کردن و تخلیه خون انسان است.[۱۶]
- «ترور بنفش» (۱۸۹۹) توسط فرد ام وایت (Fred M. White) دارای تاک‌های انگلی با شکوفه‌های بنفش معروف به «خشخاش شیطان» است که حیوانات را می‌گیرد و مسموم می‌کند.[۱۷]
- «انتقام اسپانیایی» (۱۹۰۶) یک «یاتوو» در مکزیک را نشان می‌دهد، شبیه یک کاکتوس بزرگ با بازوهای خاردار زیاد، که به یک مسافر تگزاسی حمله می‌کند.[۱۸]
- دو داستان از کمیک استریپ دیک تریسی (Dick Tracy) (آقای جرم و) شامل گیاهان انسان‌خوار است.
- فیلم انسان‌خوار هیدرا (۱۹۶۷) (Maneater of Hydra) یک دانشمند دیوانه (کامرون میچل) را نشان می‌دهد که گیاهان دورگه گوشت‌خوار و خون‌آشام را پرورش می‌دهد.
- در هوشمند شوید (Get Smart) "همه چیز در مورد آلگی چیست؟" (۱۹۷۰) مأمور کائوس (KAOS) الجرنون دی گراس (John van Dreelen) تلاش می‌کند تا ماکسول اسمارت را با درختی انسان‌خوار بکشد.
- در کونان بوکانیر (Conan the Buccaneer) (۱۹۷۱)، یک قبیله سیاه‌پوست آمازون از بیشه‌ای از درختان انسان‌خوار به نام «کولامتو» به‌عنوان روشی ظالمانه برای اعدام استفاده می‌کند.[۱۹]
- معدن دشمن (Enemy Mine)، فیلمی محصول ۱۹۸۵ که دو بازمانده از سقوط را به‌تصویر می‌کشد که در سیاره‌ای غیرمهمان‌نواز زندگی می‌کنند که حاوی گیاهان حیوان‌خوار است.
- مغازه کوچک ترسناک فیلمی به کارگردانی راجر کورمن محصول ۱۹۶۰ است که دربارهٔ گیاهی انسان‌خوار است. همچنین موزیکال، فیلم دیگر و سریال انیمیشنی که بر اساس آن فیلم ساخته شده بود، وجود داشت که یک گیاه انسان خوار را نیز به نمایش می‌گذاشت.
  - فروشگاه کوچک وحشت (موزیکال) (Little Shop of Horrors)، یک موزیکال محصول ۱۹۸۲ بر اساس فیلم ۱۹۶۰.
  - فروشگاه کوچک ترسناک (فیلم ۱۹۸۶)، یک اقتباس سینمایی از این موزیکال محصول ۱۹۸۶، به کارگردانی فرانک اوز.
  - فروشگاه کوچک (Little Shop)، یک مجموعه تلویزیونی انیمیشن محصول ۱۹۹۱ است که برگرفته از فیلمی است که در سال ۱۹۸۶ توسط فرانک اوز ساخته شد.
  - "بچه درمنه" (۲۰۰۸) توسط آنی پرولکس (داستان کوتاهی در "خوب همینطور که هست") دارای یک درمنه است که پس از "بزرگ‌شدن" و تغذیه توسط یک زوج بی‌فرزند وایومینگ، رشد می‌کند تا حیوان‌ها و انسان‌ها را مصرف کند.[۲۰][۲۱]
- سایه‌های خاکستری: راهی به زعفرانیه بالا (۲۰۱۲) (Shades of Grey: The Road to High Saffron) اثر جاسپر فورده یک درخت گوشت‌خوار یاتوو را به نمایش می‌گذارد. یک ویدیوی پریل اینفوگاندا (Peril Infoganda) از طریق یوتیوب برای تبلیغ این رمان منتشر شد، با عنوان «چگونه توسط یاتوو خورده نشویم»[۲۲][۲۳]
- هری پاتر و سنگ فیلسوف، اثر جی. کی. رولینگ، شامل یک گیاه مارپیچش به نام «دام شیطان» است که هر چیز متحرک در دسترس را در هم می‌گیرد و خرد می‌کند. دام شیطان ظاهراً طعمه خود را نمی‌خورد، زیرا حداقل در یک مورد قربانی پس از کشته شدن توسط گیاه هنوز به‌طور کامل کشف می‌شود.
- روز تریفیدها نوشته جان ویندهام (John Wyndham)، به‌عنوان آنتاگونیست مرکزی، گیاهی گوشت‌خوار همنام تریفید که قادر به حرکت است، به نمایش گذاشته می‌شود.
- گرسنگی سپتوپوس (The Hunger of Septopus) نوشته ساتیاجیت رای دارای یک گیاه گوشت‌خوار با هفت تنه و یک دهان است که بومی نیکاراگوئه است و به کلکته بازگردانده شد و در نهایت پرورش یافت.
- زندگی پی، نوشته یان مارتل، منتشر شده در سال ۲۰۰۱، شامل درختی گوشت‌خوار در جزیره‌ای شناور است.
- ویرانه‌ها (فیلم)، داستان اسکات اسمیت، کارگردانی کارتر اسمیت (Carter Smith)، فیلمی محصول سال ۲۰۰۸ در مورد تاک است که انسان‌ها را کشته و می‌خورد.
- زن‌خوار (۱۹۵۸) (The Woman Eater) یک فیلم ترسناک بریتانیایی است که بر اساس افسانه محبوب قبیله‌ای که زنان را قربانی یک درخت گوشت‌خوار می‌کنند، که توسط دانشمندی دیوانه به‌دست می‌آید که باید آن را سیر نگه دارد و در عین حال سعی در کشف اسرار آن دارد، ساخته شده است.
- گرمخانه (Hothouse) یک رمان علمی‌تخیلی از برایان آلدیس است که در سال ۱۹۶۲ منتشر شد. این زمین آینده‌ای دور را توصیف می‌کند که تحت سلطه حیات گیاهی است و بسیاری از گونه‌های گیاهی همه‌چیزخوار هستند.
- گریم (نمایش تلویزیونی ۲۰۱۳–۲۰۱۷) فصل ۶ قسمت ۹، مردم درخت. یک کینوشیموب، خادم درخت موجودی عنصری است که در فصل ۶ قسمت ۹ ظاهر شد. آنها با درختان جوبوکو (Jubokko) رابطه همزیستی دارند. کینوشیموب‌ها انسان‌نماهایی هستند که از مواد گیاهی با کلروفیل به‌عنوان خون ساخته شده‌اند. هنگامی که آنها حمله می‌کنند، قبل از اینکه یکی از تاک‌های مذکور از طریق چاقوزدن ضربه‌ای کشنده وارد کند، قربانیان خود را با تاک به دام می‌اندازند. آنها می‌توانند تاک‌ها را از دستانشان و همچنین از پاهایشان بیرون بیاورند. علیرغم اینکه آنها موجوداتی آهسته حرکت می‌کنند، بسیار قوی هستند و می‌توانند به راحتی یک مرد کاملاً بالغ را بلند کنند.